# Xã Pleasant Mound, Quận Blue Earth, Minnesota
Xã Pleasant Mound (tiếng Anh: Pleasant Mound Township) là một xã thuộc quận Blue Earth, tiểu bang Minnesota, Hoa Kỳ. Năm 2010, dân số của xã này là 214 người.